# Rima Sheepshanks
La Rima Sheepshanks è una struttura geologica della superficie della Luna.